# Kamaitachi (banda)
Kamaitachi (かまいたち) foi uma banda japonesa de punk rock, uma das pioneiras da cena visual kei, formada em Kyoto e ativa originalmente de 1985 até 1991. 

## Carreira

### Carreira original (1985–1991)
A banda foi formada em outubro de 1985 na cidade de Quioto pelo baterista Ken Chan e o baixista Mogwai. Ken afirmou que foi influenciado por Michiro Endo, do The Stalin. Em 1989, o guitarrista Kazzy foi substítuido por Andy e eles lançaram seu primeiro álbum de vídeo, Doku batsu shugi, limitado a 1000 cópias que foram esgotadas. No mesmo ano, foi lançado o primeiro álbum de estúdio da banda: Itachigokko (いたちごっこ), que alcançou a primeira posição nas paradas da Oricon Indies Albums. Eles foram uma das primeiras bandas a aparecerem na revista de visual kei Shoxx. Depois de assinarem contrato com a gravadora Toy's Factory, lançaram o vídeo Kyouran butou Kamachi Kyouto ni Kaeru que alcançou a terceira posição na Oricon Albums Chart. No começo de 1990, lançaram o single "Hachamecha Hime", escolhido como tema de abertura do anime Tsuru Hime ja~tsu!. Em setembro, lançaram seu primeiro álbum de estúdio em uma grande gravadora, Hachamecha Kyou, que alcançou a décima posição e foi escolhido como um dos melhores álbuns de 1989 - 1998 pela revista musical Band Yarouze. Depois da uma apresentação em junho de 1991 chamada JEKYLL to HYDE ~masturbation~, a banda declarou sua dissolução.

### Reuniões (2015, 2016, 2017)
Em 2015, Kamaitachi se reuniu e fez um show em Shinjuku como comemoração do aniversário de 30 anos de carreira de Kenzi. A formação que se apresentou nesta reunião consistia em Kenzi, Sceana, Mogwai e o guitarrista convidado She-Ja. No ano seguinte, se apresentaram no Visual Japan Summit ao lado de bandas como Glay, Luna Sea e X Japan. Em 14 de janeiro de 2017, se reuniram novamente para um show na casa de shows Shinjuku Loft.

## Membros
- Crazy Danger Nancy Ken-chan/Kenzi – bateria
- Mogwai (モグワイ) – baixo
- Sceana – vocais

### Ex-membros
- Kazzy – guitarra
- Kazuo
- Wataru
- P-Ken
- Shinobu
- Andy – guitarra
- Madoka

## Discografia
Álbuns de estúdio
- Itachigokko (いたちごっこ, 10 de setembro de 1989) (Posição na Oricon Indies Albums: 1[1])
- Hachamecha Kyou (はちゃめちゃ狂, 21 de setembro de 1990) (Posição na Oricon Albums Chart: 10[10])
- Jekyll to Hyde ~Masturbation~ (21 de junho de 1991) (Oricon Albums Chart: 10[10])
- I Love You (21 de setembro de 1991)  (Oricon Albums Chart: 24[10])